# Erbil (Name)
Erbil ist ein türkischer weiblicher und (überwiegend) männlicher Vorname, der auch als Familienname auftritt.

## Namensträger

### Vorname
- Erbil Uzel (* 1974), türkischer Fußballspieler

### Familienname
- Hasan Erbil (* 1952), türkischer Jurist und Generalstaatsanwalt beim Kassationshof der Republik Türkei
- Leyla Erbil (1931–2013), türkische Schriftstellerin
- Mehmet Ali Erbil (* 1957), türkischer Schauspieler, Comedian und Showmaster

## Weiteres
Erbil ist auch der türkische Name für
- die irakisch-kurdische Stadt Erbil
- das irakisch-kurdische Gouvernement Erbil

- Erbil International Airport (IATA-Code: EBL) ist der englische Name für den kurdischen Flughafen Erbil.